# Geetbets
Geetbets ist eine belgische Gemeinde in der Region Flandern mit 6261 Einwohnern (Stand 1. Januar 2024). Sie liegt am linken Ufer der Gete und besteht aus den Ortsteilen Geetbets, Grazen und Rummen.
Hasselt liegt 15 Kilometer (km) nordöstlich, Maastricht 38 Kilometer östlich, Lüttich 43 Kilometer südöstlich und Brüssel etwa 52 km westlich. 
Die nächsten Autobahnabfahrten befinden sich im Norden bei Halen an der A 2, im Osten bei Hasselt an der A 13/E 313 und im Süden bei Tienen und Walshoutem an der A 3/E 40.
In Diest, Hasselt, Sint-Truiden und Tienen befinden sich die nächsten Regionalbahnhöfe.
Der Flughafen der niederländischen Großstadt Maastricht und der Flughafen Antwerpen sind die nächsten Regionalflughäfen und Brüssel National nahe der Hauptstadt ist ein internationaler Flughafen.

## Persönlichkeiten
- Tony Gakens (* 1947), Radrennfahrer